# Rolande Déchorain
Rolande Déchorain ou Rolande Vergé-Sarrat, née Louise Henriette Déchorain le 28 septembre 1898 à Paris, ville où elle est morte le 15 décembre 1977, est une peintre paysagiste française.

## Biographie
Fille du dessinateur Noël Déchorain, Rolande Déchorain naît le 28 septembre 1898 dans le 14e arrondissement de Paris. Sa sœur, Lucie Derain, journaliste et écrivaine, nait en 1902.
Élève d'Henri Vergé-Sarrat, elle présente en 1929 des natures mortes et des toiles représentant Biskra, Oléron, l'île d'Yeu et Audierne lors d'une exposition à la Galerie Armand Drouant préfacée par Marie de Rohan-Chabot. Elle prend part aussi au Salon des Tuileries où elle montre Retournac (Haute-Loire), Le mont Miaume et Biskra (une vue sur l'oued). 
Elle réside alternativement au 72, rue Damrémont (18e arrondissement de Paris) et à Château-Landon avec son époux (depuis 1928) Henri Vergé-Sarrat,,. 
Elle meurt le 15 décembre 1977 à son domicile parisien. 
On lui doit essentiellement des scènes de Bretagne et d'Algérie.